# Мемфіс Монро
Мемфіс Монро (англ. Memphis Monroe, нар. 23 березня 1985) — американська порноакторка.

## Біографія
Народилася в Нью-Орлеані, а виросла в Луїсвіллі, штат Кентуккі. Працювала в ресторані Hooters і позувала для їхнього календаря. Відзначивши 18-річчя, почала зніматися оголеною, а з квітня 2005 року зніматися в порнофільмах.
У травні 2005 року знялася для розвороту журналу Hustler, а в грудні її фотографія з'явилася на обкладинці цього журналу. У листопаді вона уклала ексклюзивний контракт з Hustler. Монро продовжила контракт у грудні 2006 року, а в серпні 2007 року покинула компанію.

## Премії і номінації
- 2008 номінація на XBIZ Award — Виконавиця року[4]
- 2009 AVN Award — Best All-Girl Group Sex Scene — Cheerleaders (разом з Adrenalynn, Джессі Джейн, Шай Джордан, Бріанною Лав, Прією Рай, Софією Санті, Стоєю і Лексі Тайлер)[5]